# دونالد جاسبر هاريس
دونالد جاسبر هاريس (مواليد 23 أغسطس 1938)، عالم إقتصاد جامايكي أمريكي وأستاذ فخري في جامعة ستانفورد ، عرف بتطبيقه اقتصاد بعد-الكينزي على اقتصاديات التنمية . كان أول باحث أسود يحصل على وظيفة دائمة في قسم الإقتصاد بجامعة ستانفورد.
نشأ هاريس في أبرشية سانت آن جامايكا، وتلقى تعليمه في كلية جامعة الهند الغربية قبل أن يحصل على درجة البكالوريوس من جامعة لندن والدكتوراة من جامعة كاليفورنيا، بركلي. كما شغل منصب أستاذ في جامعة إلينوي في إربانا-شامبين ، وجامعة نورث وسترن، وجامعة ويسكونسن-ماديسون قبل انضمامه إلى جامعة ستانفورد كأستاذ للإقتصاد.
انتقد هاريس في كتابه "تراكم رأس المال وتوزيع الدخل" الصادر عام 1978، النظريات الإقتصادية السائدة مستخدمًا النمذجة الرياضية لاقتراح نموذج بديل للتفكير في آثار تراكم رأس المال على توزيع الدخل ، والنمو الإقتصادي، وعدم الإستقرار الإقتصادي ، وغيرها من الظواهر. توسع هاريس في مجالات التحليل والسياسات المتعلقة باقتصاد جامايكا  كما عمل فيها في أوقات مختلفة كمستشار للسياسات الإقتصادية للحكومة ومستشار اقتصادي لرؤساء الوزراء المتعاقبين. في العام 2021، حصل على وسام الاستحقاق الجامايكي، وهو ثالث أعلى وسام وطني في البلاد لأجل "مساهمته في التنمية الوطنية".
دونالد هاريس هو والد نائبة الرئيس الأمريكي والمرشحة الديمقراطية لانتخابات الرئاسة لعام 2024 كامالا هاريس والمحامية مايا هاريس .

## حياته
التحق هاريس بجامعة كاليفورنيا، بيركلي من خلال منحة عيسى (التي أسسها ومولها التاجر إلياس أ. عيسى من كينغستون في ثلاثينيات القرن العشرين) في خريف عام 1961. ثم في خريف عام 1962، خطب في اجتماع للجمعية الأفرو-أمريكية ، وهي مجموعة طلابية في بيركلي. بعد محاضرته، التقى شيامالا جوبالان (1938-2009)، طالبة دراسات عليا في التغذية والغدد الصماء من الهند في جامعة كاليفورنيا بيركلي والتي كانت من بين الحضور. يقول هاريس: "تحدثنا حينها، واستمررنا في الحديث في اجتماع لاحق، وفي اجتماع آخر، وآخر."  وفي يوليو 1963، تزوج من شيامالا.
لدى هاريس وشيامالا بنتان: كامالا هاريس ، نائبة الرئيس التاسع والأربعين للولايات المتحدة؛ ومايا هاريس ، محامية ومعلقة سياسية؛  انفصل الزوجان في عام 1971. زار الأبناء بعدما كبروا عائلة هاريس في جامايكا. أهدى هاريس كتابه الصادر عام 1978 إلى بناته. لقد عاش حياة بعيدة عن الأضواء وسط صعود بناته إلى الشهرة، رفض فيها جميع طلبات المقابلات تقريبًا. على مر السنين، وصفت كامالا هاريس علاقتها مع والدها بأنها ودية ولكن بعيدة، وذلك بسبب نشأتها في المقام الأول على يد والدتها.

## النشأة
وُلِد دونالد جاسبر هاريس في بلدة براونز ، أبرشية سانت آن، جامايكا، لوالده أوسكار جوزيف هاريس ووالدته بيريل كريستي هاريس ( née فينيجان )،  وأصولهم أفريقية جامايكية . تعلم هاريس التعليم المسيحي في طفولته، وتم تعميده وتثبيته في الكنيسة الأنجليكانية ، وخدم كمساعد للكاهن .
أخبرته جدته لأبيه، واسمها كريستيانا براون، أنها تنحدر من مالك المزرعة الأيرلندي المولد هاملتون براون (1776-1843)، مؤسس الكنيسة الأنجليكانية المحلية حيث دفنت. كان هاميلتون براون يملك ما لا يقل عن 1120 عبدًا، معظمهم في مزارع السكر في أبرشية سانت آن، وكان سببًا في جلب عدة مئات من العمال مع أسرهم من أيرلندا إلى جامايكا بين عامي 1835 و1840".
نشأ هاريس في منطقة أورانج هيل في أبرشية سانت آن ، بالقرب من بلدة براونز  وتخرج من مدرسة تيتشفيلد الثانوية في بورت أنطونيو . درس في كلية الهند الغربية ، وحصل على درجة البكالوريوس في الآداب من جامعة لندن في عام 1960، وحصل على درجة الدكتوراه من جامعة كاليفورنيا، بركلي في عام 1966. أشرف على أطروحته للدكتوراة (التضخم وتراكم رأس المال والنمو الاقتصادي: تحليل نظري وعددي) عالم الإقتصاد القياسي دانييل ماكفادن .

## عمله
تقلد هاريس منصب أستاذ مساعد في جامعة إلينوي في أوربانا-شامبين من العام 1966 إلى العام 1967 وفي جامعة نورث وسترن من عام 1967 إلى عام 1968. انتقل بعدها إلى جامعة ويسكونسن ماديسون كأستاذ مشارك في العام 1968. في العام 1972، انضم إلى هيئة التدريس بجامعة ستانفورد كأستاذ للإقتصاد، ليصبح أول باحث أسود البشرة يحصل على تثبيت وظيفي في قسم الإقتصاد بجامعة ستانفورد. كان في بعض أوقاته زميلًا زائرًا في جامعة كامبريدج وكلية دلهي للاقتصاد ؛ وأستاذًا زائرًا في جامعة ييل . وعمل أيضًا ضمن هيئة تحرير مجلة الأدب الاقتصادي ومجلة الدراسات الاجتماعية والاقتصادية . وهو منذ فترة طويلة أحد أفراد الجمعية الاقتصادية الأمريكية .
تعمّد هاريس كلية الدراسات العليا للعلوم الإجتماعية بجامعة الهند الغربية في الفترة 1986-1987، وكان باحثًا في برنامج فولبرايت في البرازيل في عامي 1990 و1991، وفي المكسيك في العام 1992. وفي العام 1998، تقاعد من جامعة ستانفورد ليصبح أستاذًا فخريًا .
كان من طلابه لدرجة الدكتوراة في جامعة ستانفورد: فازاري، أستاذ الاقتصاد في جامعة واشنطن في سانت لويس ، وروبرت أ. بليكر ، أستاذ الإقتصاد في الجامعة الأمريكية في العاصمة واشنطن. ساهم هاريس في استحداث منهاج لإدراج (المناهج البديلة للتحليل الاقتصادي) كمجال للدراسة العليا. ودرّس لسنوات مادة (نظرية التطور الرأسمالي) لمرحلة البكالوريوس. تقاعد مبكرًا من جامعة ستانفورد في عام 1998 ليهتمّ بتطوير السياسات العامة لتعزيز النمو الإقتصادي وتعزيز العدالة الإجتماعية.

### إسهاماته في التحليل الإقتصادي والسياسات
كانت فلسفة هاريس الإقتصادية تنتقد الاقتصاديات السائدة وتشكك في افتراضاتها التقليدية. وصفته صحيفة نيويورك تايمز بأنه "ناقد بارز للنظرية الإقتصادية السائدة من اليسار".
حرص هاريس في أبحاثه ومنشوراته على استكشاف عملية تراكم رأس المال وآثارها على النمو الإقتصادي، محاججًا أن التفاوت الإقتصادي والتنمية غير المتكافئة هي مما ليس منه بد للنمو الاقتصادي في اقتصاد السوق .
يقال أن هاريس يعمل في إطار تقليد اقتصاد ما بعد كينزي . وقد أقر بأن أعمال جوان روبنسون ، وموريس دوب ، وبييرو سرافا ، وميكال كاليكي ، وكارل ماركس ، وجون ماينارد كينز ، وجوزيف شومبيتر ، و دبليو آرثر لويس أثرت على عمله.
إحدى أهم مساهمات هاريس في علم الإقتصاد هو دراسته التي صدرت عام 1978 بعنوان "تراكم رأس المال وتوزيع الدخل" ،  وهي نقد للنظريات الإقتصادية التقليدية وتطرح بديلاً، وتلخص أعمال ديفيد ريكاردو ، وكاليكي، وماركس، وروي هارود ، وغيرهم. يستخدم هاريس النمذجة الرياضية لبحث العلاقة بين تراكم رأس المال وعدم المساواة في الدخل والنمو الاقتصادي وعدم الإستقرار الاقتصادي وغيرها من الظواهر، محاججًا أن النظريات النموذجية تفشل في مراعاة القوة والطبقة والسياق التاريخي بشكل كاف.
بحث هاريس اقتصاد جامايكا ، وقدم تحليلات وتقارير عن الظروف الهيكلية والأداء التاريخي والمشاكل المعاصرة للإقتصاد، فضلاً عن تطوير الخطط والسياسات لتعزيز النمو الإقتصادي والدمج الإجتماعي. ومن أهم النتائج لهذه الجهود هي السياسة الصناعية الوطنية التي أصدرتها حكومة جامايكا في عام 1996  واستراتيجية تحفيز النمو لعام 2011.
وقد نشر العديد من الكتب عن إقتصاد جامايكا، بما في ذلك إقتصاد التصدير في جامايكا: نحو استراتيجية نمو يقودها التصدير ( إيان راندل للنشر ، 1997)  واستراتيجية تحفيز النمو في جامايكا في الأمدين القصير والمتوسط (حرره مع جي هاتشينسون، معهد التخطيط في جامايكا، 2012). تمثل جامايكا في السنوات الأخيرة قصة نجاح في الإقتصاد، حيث حققت نمواً اقتصادياً مستداماً وخفضاً كبيراً في الدين العام، ويعزو بعض الحلفاء هذا النجاح إلى الإتفاق بين جامايكا وصندوق النقد الدولي بسبب إستراتيجية النمو التي انتهجها هاريس لجامايكا.

## منشورات مختارة

### كتبه
- تراكم رأس المال وتوزيع الدخل ، مطبعة جامعة ستانفورد ، 1978. .
- اقتصاد التصدير في جامايكا: نحو استراتيجية للنمو القائم على التصدير ، كينغستون: دار إيان راندل للنشر ، 1997.(ردمك 976-8123-43-5)رقم الكتاب الدولي المعياري 976-8123-43-5 .
- استراتيجية تحفيز النمو في جامايكا على المدى القصير والمتوسط (حرره جي. هاتشينسون)، كينغستون، معهد التخطيط في جامايكا، 2012.(ردمك 978-976-8103-39-0)رقم الكتاب الدولي المعياري 978-976-8103-39-0 .

### مقالاته
- Harris، Donald J. (1973). "Capital, Distribution, and the Aggregate Production Function". The American Economic Review. ج. 63 ع. 1: 100–113. JSTOR:1803129.
- Harris، Donald J. (1972). "On Marx's Scheme of Reproduction and Accumulation". Journal of Political Economy. ج. 80 ع. 3: 505–522. DOI:10.1086/259902. JSTOR:1830564.
- Harris، Donald J. (1978). "Capitalist Exploitation and Black Labor: Some Conceptual Issues". The Review of Black Political Economy. ج. 8 ع. 2: 133–151. DOI:10.1007/BF02689492.
- Harris، Donald J. (1993). "Economic Growth and Equity: Complements or Opposites?". The Review of Black Political Economy. ج. 21 ع. 3: 65–72. DOI:10.1007/bf02701705.

## روابط خارجية
- دونالد ج. هاريس، أستاذ فخري للاقتصاد في جامعة ستانفورد.